# GDDR5
GDDR5 (Graphics Double Data Rate 5) は、AMDによって開発されたビデオカード用のメモリー技術である。規格策定は、業界規格標準化団体であるJEDECとAMDのエンジニアによって行われた。規格上GDDR3、GDDR4の後継モデルとされている。

## 概要
エルピーダメモリ、サムスン、ハイニックス半導体など主要な半導体メーカーが量産を開始している。
グラフィックスチップ (GPU) とメモリ間のデータ転送速度はメモリインターフェイスの幅とダイサイズによって制限を受けるが、GDDR5ではデータ転送技術の改良により最大転送速度が理論値で28Gbpsに達するとされる。
DDR2の約9倍、GDDR3の約5倍、GDDR4の約4倍のデータ転送に対応し、メモリインターフェイス、メモリバス幅 (bit) を下げてもなお高速度、高帯域幅を確保できる。
これによりデータ転送の高速化とチップの小型化、省電力・低発熱化を実現している。また、電圧制御機能の最適化により稼働時の消費電力が低下している。
新しいエラー検出メカニズムを搭載しており、エラーを特定しコマンドを再発行し、有効なデータを取得する機能が搭載されている。
同機能を搭載することで、HPC、金融、研究分野においても高い処理性能と信頼性を確保することができるとされる。
GDDR5メモリチップは、AMDから2008年6月25日に発売されたRadeon R700シリーズであるRadeon HD 4870にて初めて採用された。続くRadeon HD 4890、HD 4770、Evergreen世代からVolcanic Islands世代全般、ワークステーション向け（OpenGLに最適化）のATI FireProシリーズでも採用されている。
一方のNVIDIA社は、GeForce GT 240から採用され、GeForce 300シリーズから900シリーズにおいてGDDR5が採用されている。
PlayStation 4ではメインメモリにGDDR5が採用することが発表され、容量8GB、帯域幅は176GB/sになるとされた。

## 後継規格
GDDR5の後継規格としては、HBMやGDDR5Xがある。

## 経緯
- 2007年
  - 3月26日 - ドイツの半導体メーカーキマンダがGDDR4をスキップし、GDDR5メモリ量産に向けた開発を開始したことを発表。
  - 4月16日 - キマンダがアドバンテストと共同でGDDR5のテスト向けソリューション開発を発表。
  - 11月1日 - キマンダが転送速度4GbpsのGDDR5メモリチップのサンプル出荷を開始。
  - 12月2日 - サムスンが転送速度6GbpsのGDDR5メモリチップを開発したことを発表。
- 2008年
  - 5月21日 - AMDとキマンダがGDDR5メモリチップ量産における提携を発表。
  - 11月23日 - ハイニックスが転送速度7GbpsのGDDR5メモリチップを開発、54nmプロセスで量産を開始したことを発表。[2]
- 2009年
  - 2月12日 - サムスンが転送速度6GbpsのGDDR5メモリチップを50nm級プロセスで量産を開始したことを発表。ゲーム機などへの搭載が予定されているという。[3]
  - 8月6日 - エルピーダメモリがキマンダからGDDR3、GDDR5に関する技術及び開発チームを譲渡されたと発表。同社は2010年上期に台湾、下期に広島工場にてGDDR5の量産を開始するという。[4]
  - 11月20日 - エルピーダメモリがキマンダから譲渡された技術を基に6GbpsのGDDR5メモリチップの開発を完了。ミュンヘンデザインセンターにて最終稼働試験を行い、2009年12月にサンプル出荷、2010年第二四半期より量産を開始すると発表した[5]。
- 2010年6月24日 - エルピーダメモリは、同社初となる2GbitのGDDR5メモリ「EDW2032BABG」を開発したことを発表。50nmプロセスおよび銅配線技術により、従来の1Gbit品と比較して2倍の容量、最高7Gbpsの転送速度、低消費電力を実現したとされる[6]。